# Allominettia fuscipes
Allominettia fuscipes är en tvåvingeart som först beskrevs av Macquart 1843.  Allominettia fuscipes ingår i släktet Allominettia och familjen lövflugor. Inga underarter finns listade i Catalogue of Life.